# Thymus villosus
Thymus villosus é uma espécie de planta com flor pertencente à família Lamiaceae. 
A autoridade científica da espécie é L., tendo sido publicada em Sp. Pl. 592 (1753).

## Portugal
Trata-se de uma espécie presente no território português, nomeadamente os seguintes táxones infraespecíficos:
- Thymus villosus subsp. villosus - presente em Portugal Continental. Em termos de naturalidade é endémica da região atrás referida. Encontra-se  protegida por legislação portuguesa ou da Comunidade Europeia, nomeadamente pelo Anexo IV da Directiva Habitats.
- Thymus villosus subsp. lusitanicus - presente em Portugal Continental. Em termos de naturalidade é endémica da Península Ibérica. Não se encontra protegida por legislação portuguesa ou da Comunidade Europeia.